# Tân Vương quốc Ai Cập
Tân Vương quốc Ai Cập (còn được gọi là Đế quốc Ai Cập) là một giai đoạn lịch sử của Ai Cập cổ đại kéo dài từ giữa thế kỷ thứ 16 trước Công nguyên đến thế kỷ 11 trước Công nguyên, bao gồm các vương triều là Vương triều thứ Mười Tám, Mười Chín và Hai Mươi. Xác định niên đại bằng phóng xạ cacbon cho thấy thời điểm chính xác bắt đầu thời kỳ Tân Vương quốc là từ khoảng năm 1570-1544 trước Công nguyên. Thời kỳ Tân Vương quốc đã nối tiếp thời kỳ Chuyển tiếp thứ hai trước đó và sau đó nó được nối tiếp bởi thời kỳ Chuyển tiếp thứ ba. Đây là vương quốc thịnh vượng nhất trong lịch sử Ai Cập và đánh dấu sự đỉnh cao quyền lực của các vị pharaon.
Giai đoạn sau của thời đại này, dưới sự cai trị của Vương triều thứ Mười Chín và Hai Mươi (1292-1069 TCN) còn được biết đến với tên gọi khác là Thời kỳ Ramesside. Nó được đặt tên theo tên của vua Ramesses I, người sáng lập ra Vương triều thứ 19.
Có lẽ sự ra đời của thời đại này là kết quả của sự cai trị nước ngoài của những người Hyksos trong Thời kỳ Chuyển tiếp thứ Hai của Ai Cập, các vua thời kỳ Tân Vương quốc đã cố gắng nỗ lực để tạo ra một vùng đất rộng lớn giữa Levant và Ai Cập và đạt mức độ lãnh thổ lớn nhất. Tương tự như vậy để đáp ứng sự phát triển rất thành công trong thế kỷ 17 TCN, họ đã tấn công mạnh mẽ vào Vương quốc Kush, Vương quốc Kush bị tấn công, họ buộc phải mở rộng lãnh thổ xa về phía nam, vào Nubia và giữ rộng lãnh thổ ở vùng Cận Đông. Cũng trong thời kỳ này, quân đội Ai Cập đã chiến đấu với người Hittite, ngày nay thuộc Syria.

## Vương triều thứ Mười tám
Vương triều thứ Mười tám được thành lập sau khi Pharaon Ahmose I đánh bại quân xâm lược Hyksos, khôi phục nền độc lập của Ai Cập. Nối tiếp Ahmose I, các Pharaon Amenhotep I, Thutmose I, Thutmose II và Nữ hoàng Hatshepsut liên tục đưa quân đánh Levant và Nubia, để mở rộng lãnh thổ. Các vua còn đẩy mạnh phát triển thương mại quốc tế qua việc gửi sứ giả thương mại đến Xứ Punt.
Ai Cập đạt được đỉnh cao về sức mạnh chính trị, quân sự dưới thời Pharaon Thutmose III (ông được mệnh danh là "Napoleon của Ai Cập"). Thutmose cải tổ quân đội, nhiều lần đích thân đi đánh Canaan, Syria, Mitanni và Nubia. Đến thời của Amenhotep III, Ai Cập đạt được nền hòa bình và phồn thịnh chưa từng có.
Một trong những vị pharaon nổi tiếng nhất Vương triều thứ 18 là Amenhotep IV, người đã thay đổi tên của mình thành Akhenaten trên danh dự của vị thần Aten. Akhenaten rất tín ngưỡng tôn giáo của mình và độc quyền trong việc thời cúng, là dẫn chứng cho lý do tại sao ông sau đó đã bị xóa tên ra khỏi lịch sử Ai Cập. Dưới vương triều của mình, trong thế kỷ 14 trước Công nguyên, nền nghệ thuật của Ai Cập phát triển rất mạnh mẽ và đạt được mức độ chưa từng có.
Vào cuối vương triều này, tình hình trong nước và ngoài nước đã thay đổi hoàn toàn. Nhân cơ hội dưới sự lơ là về các vấn đề đối ngoại của Akhenaten, quân đội Hatti nhiều đánh phá, lấn chiếm các vùng đất không được quan tâm, chăm sóc của Ai Cập. Hatti thôn tính được vùng Phoenicia và Canaan và trở thành một cường quốc về chính trị, một sức mạnh mà cả hai Seti I và con trai của ông là Ramses II phải đối phó, chống lại vô cùng khó khắn trong Vương triều thứ 19.

## Vương triều thứ Mười Chín
Vương triều thứ Mười chín của Ai Cập được thành lập bởi tể tướng Ramesses I và con ông là Seti I, sau thời của pharaon Horemheb. vương triều này nổi tiếng với cuộc chinh phạt ở Canaan.
Các pharaon trong Vương triều 19 cai trị trong khoảng 118 năm: từ 1292 đến 1187 TCN. Seti I là người sáng lập ra vương triều này và được coi là đã cai trị trong 11 năm hoặc 15 năm, được xác nhận bởi cả hai nhà sử học J. von Beckerath và Peter Brand, người đã viết một cuốn tiểu sử về pharaon, do đó, nó sẽ được sửa đổi bắt đầu từ 11 năm hay năm 1290-1279 trước công nguyên. Vì vậy, Seti I và người tiền nhiệm đã cai trị Ai Cập giữa các năm 1292-1290 trước công nguyên. Nhiều người trong số các pharaon đã được chôn trong Thung lũng của các vị Vua.

## Vương triều thứ Hai Mươi
Pharaon "vĩ đại" cuối cùng của Tân Vương quốc được coi là Ramesses III, một pharaon của Vương triều thứ 20 trị vì vài thập kỷ sau Ramesses II.
Vào năm thứ tám dưới triều đại của ông, các Dân tộc Biển đã xâm chiếm Ai Cập bằng đường bộ và đường biển. Ramesses III đã đánh bại họ trong hai trận chiến trên bộ và trên biển (trong Trận Djahy và Trận chiến châu thổ). Ông kết hợp họ với tư cách là những người chủ thể và định cư họ ở Nam Canaan mặc dù có bằng chứng cho thấy họ bị bắt buộc phải đến Canaan. Sự hiện diện của họ ở Canaan có thể đã góp phần hình thành các quốc gia mới, như Philistia, ở khu vực này sau sự sụp đổ của Đế chế Ai Cập. Ông cũng bị buộc phải chiến đấu chống lại các bộ lạc Libya xâm lược trong hai chiến dịch lớn ở Đồng bằng Tây Ai Cập trong năm thứ sáu và năm thứ mười một của mình.
Chi phí nặng nề của cuộc chiến này đã dần làm cạn kiệt ngân quỹ của Ai Cập và góp phần vào sự suy tàn dần dần của Đế quốc Ai Cập ở châu Á. Mức độ nghiêm trọng của những khó khăn được chỉ ra bởi thực tế là cuộc đình công lao động đầu tiên được biết đến trong lịch sử được ghi lại xảy ra vào năm thứ 29 của triều đại Ramesses III, khi các khẩu phần thức ăn cho các nhà xây dựng lăng mộ hoàng gia và nghệ nhân ưu tú của Ai Cập ở làng Deir el Medina không thể được cung cấp. Các chất gây ô nhiễm không khí đã ngăn cản nhiều ánh sáng mặt trời chiếu xuống mặt đất và cũng bắt giữ sự phát triển của cây toàn cầu trong gần hai thập kỷ cho đến năm 1140 trước Công nguyên. Một nguyên nhân được đề xuất là vụ phun trào Hekla 3 của núi lửa Hekla ở Iceland nhưng việc hẹn hò này vẫn còn nhiều tranh cãi.

## Hình ảnh

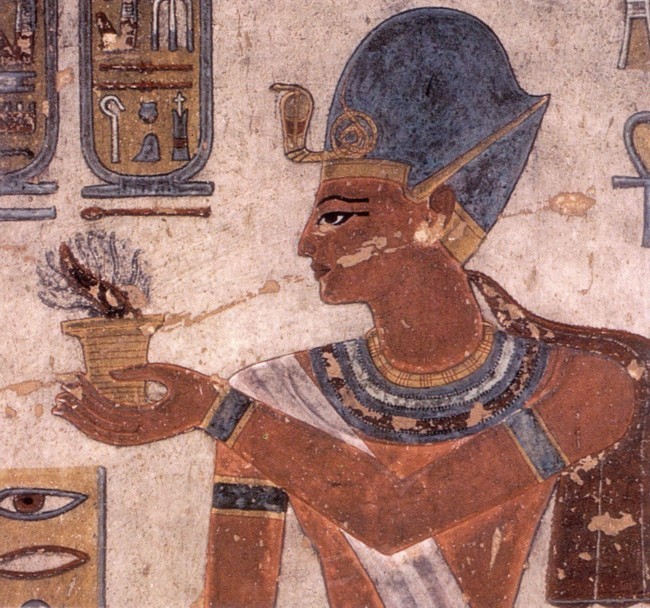
Ramesses III, một bức tranh vẽ được tìm thấy trong ngôi mộ.
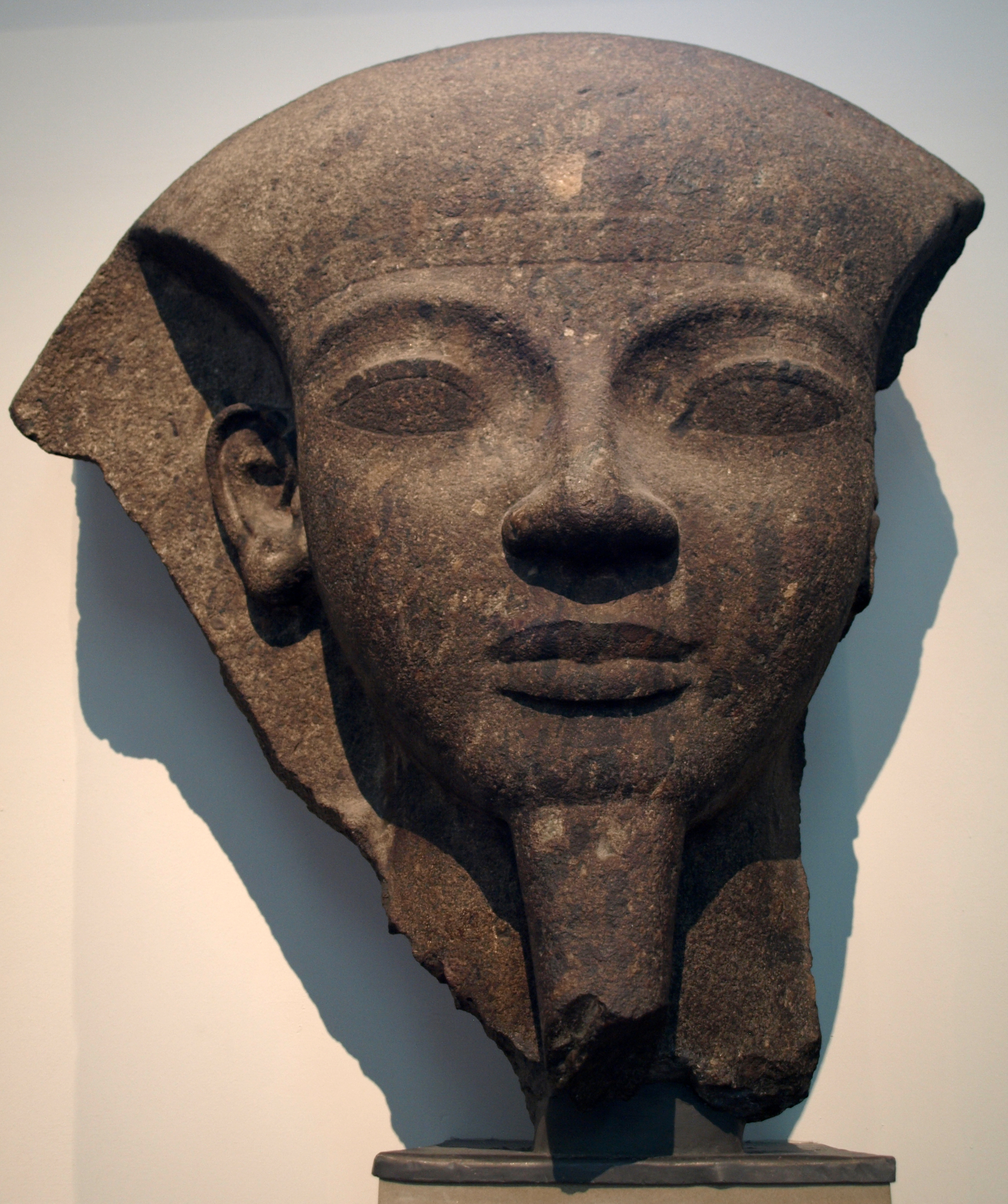
Tượng đầu bản thân của Ramesses VI, ông là cậu của Ramesses V. Ông được chôn trong ngôi mộ KV9 ở Thung lũng các vị Vua.
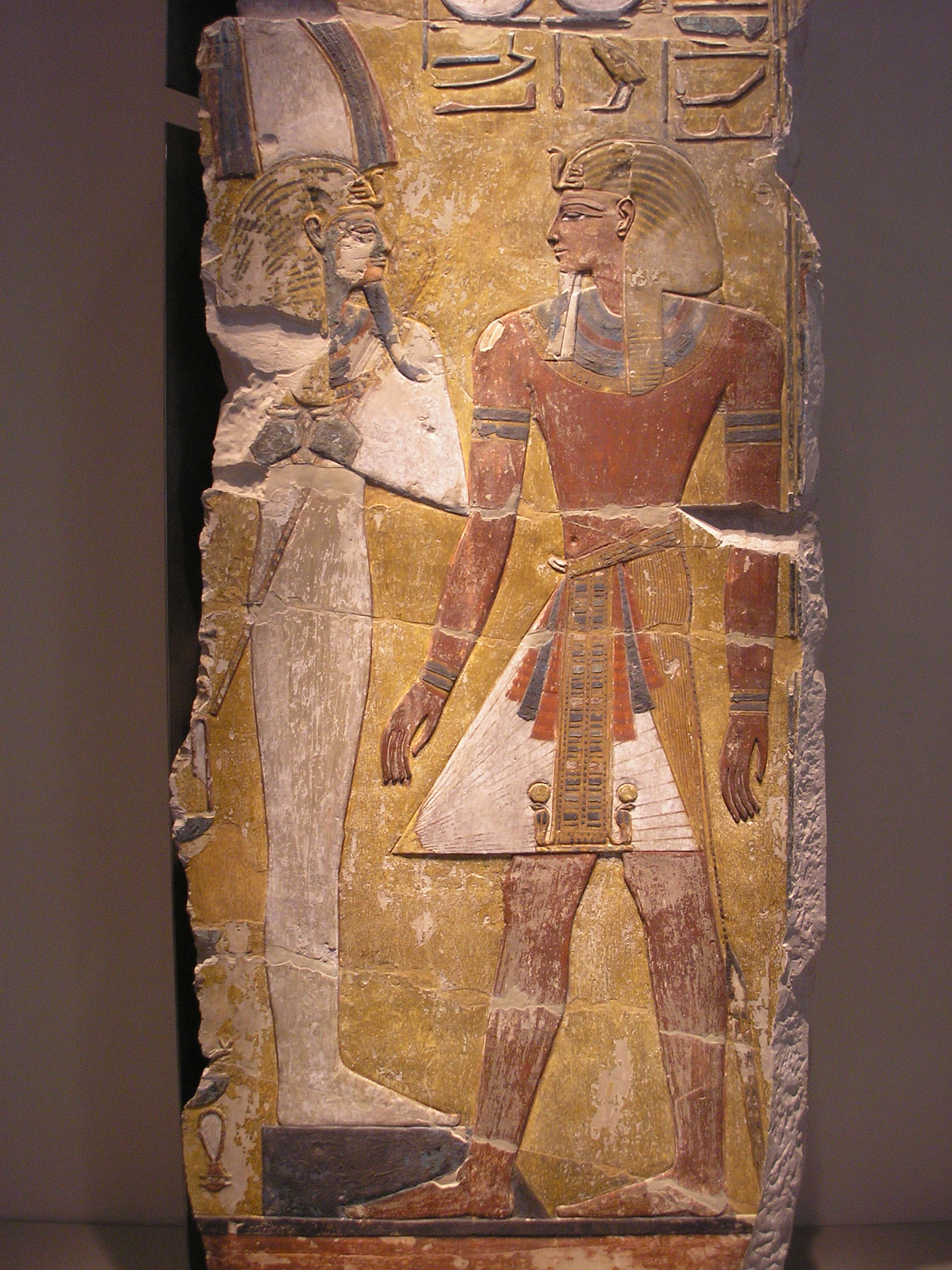
Seti I.
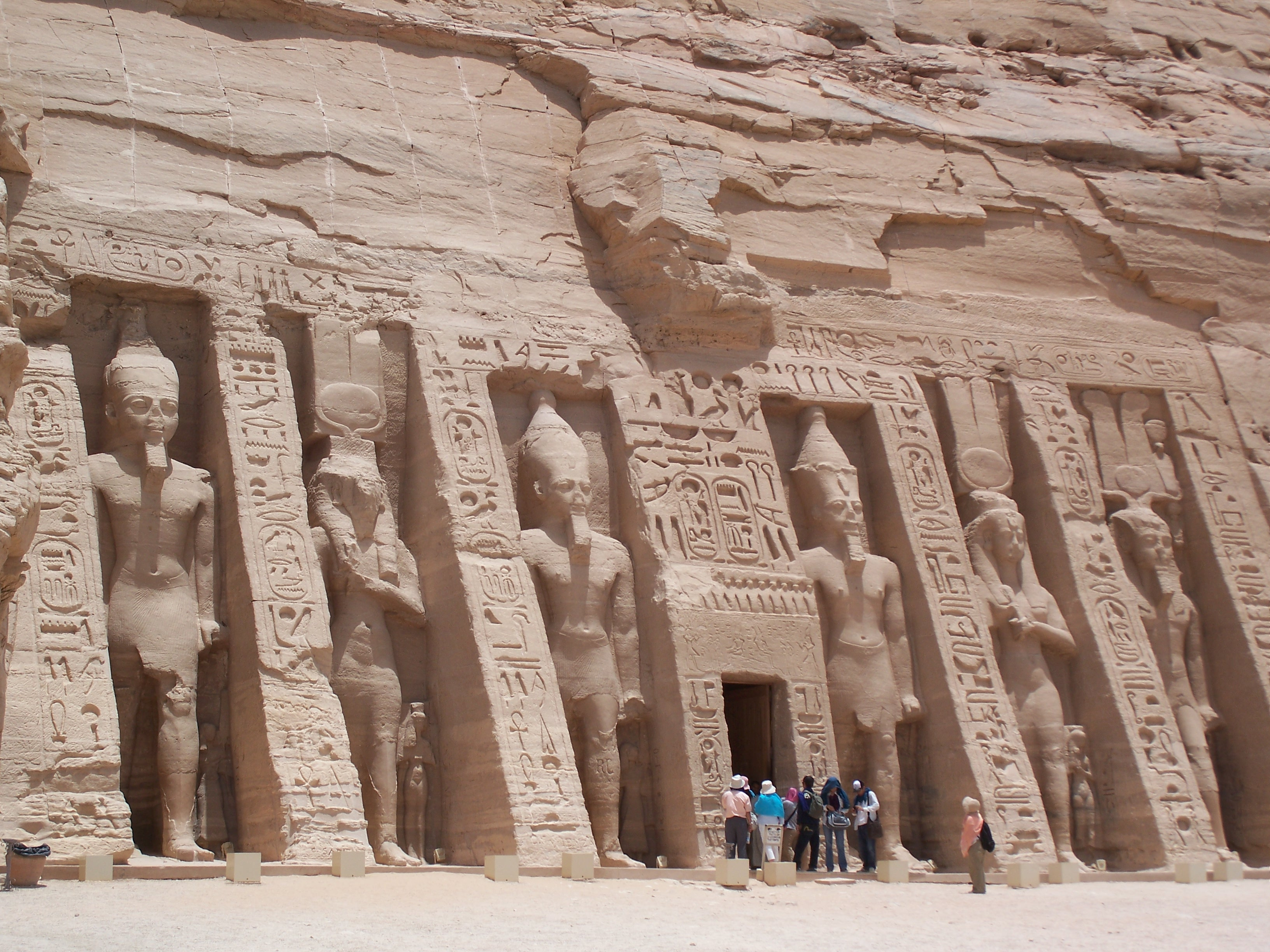
Ngôi đền của Nefertari ở Abu Simbel
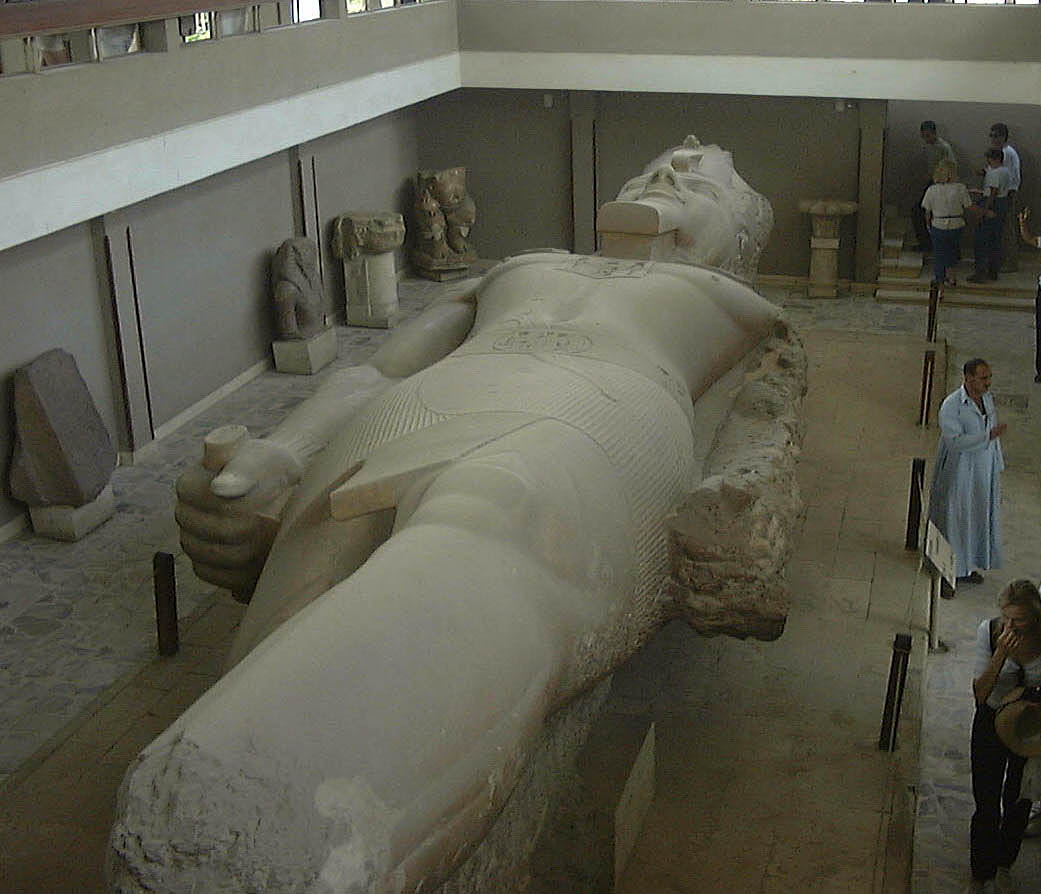
Bức tượng của vua Ramsses II, được gọi là Ramesses Khổng lồ
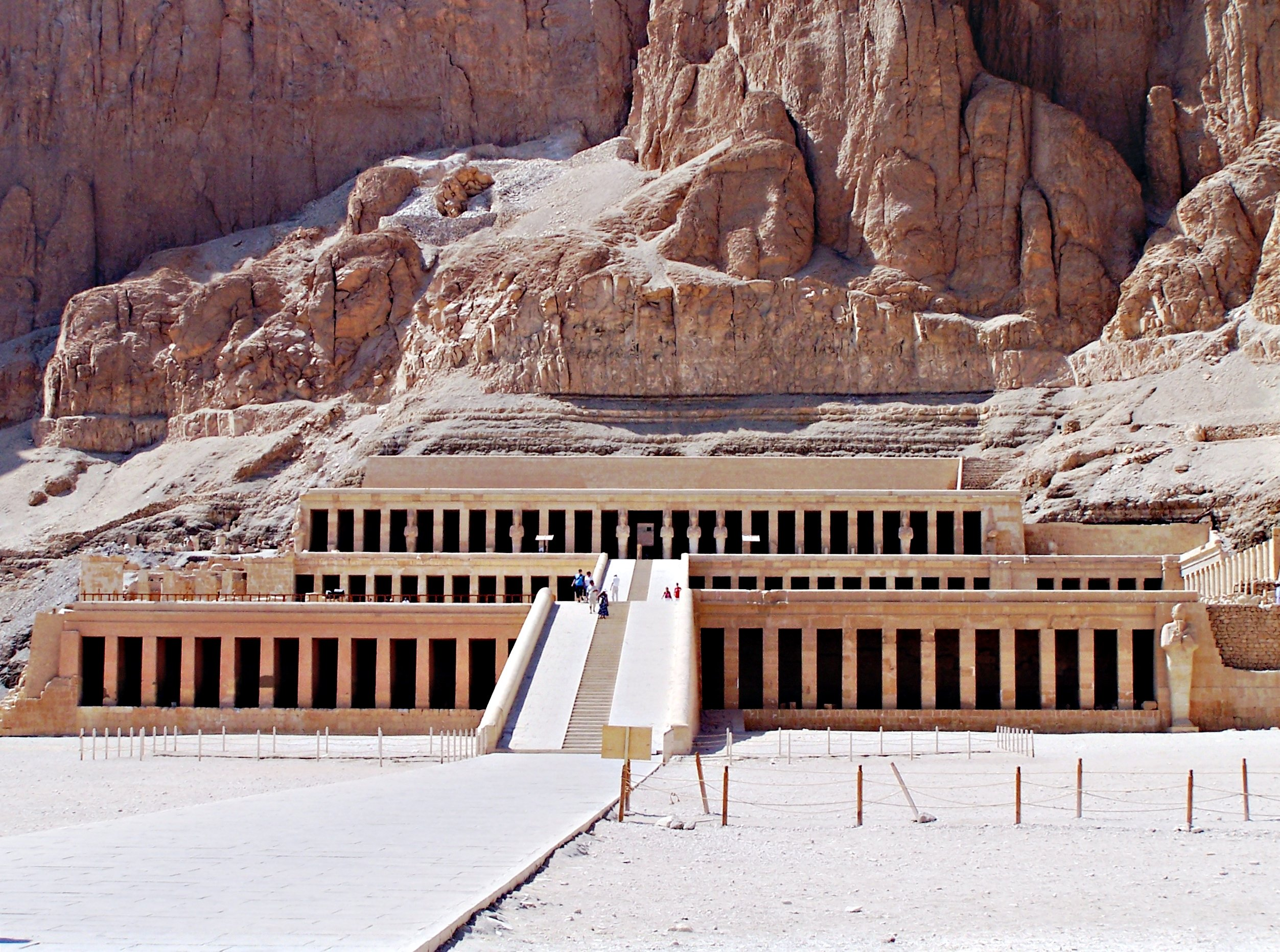
Ngôi đền Deir el-Bahari của nữ hoàng Hatshepsut, tửng được gọi là Djeser-Djeseru, có nghĩa là Cực Thánh trong thời cổ đại.
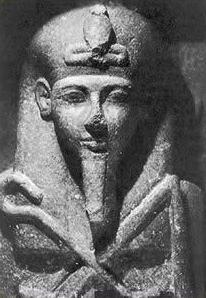
Siptah
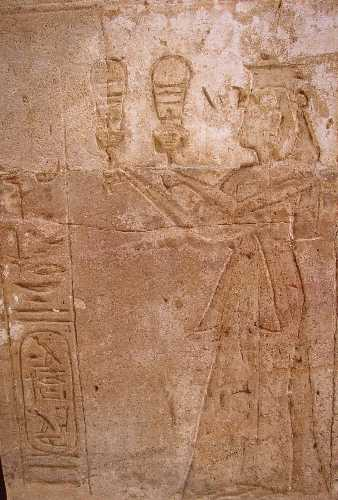
Twosret
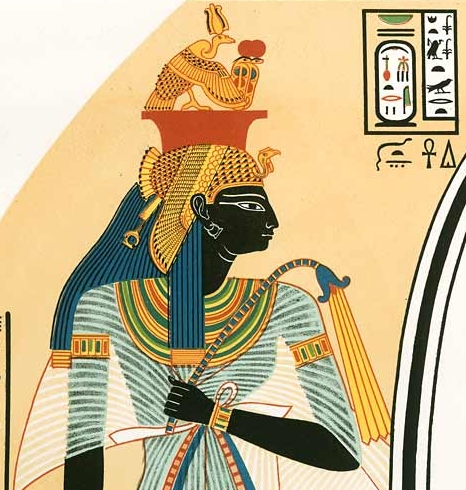
Ahmose-Nefertari. Ahmose-Nefertari là con của Seqenenre Tao II, thuộc Vương triều 17. Anh của cô là Ahmose, đã trục xuất Hyksos, và cô ấy đã trở thành nữ hoàng của Vương quốc Ai Cập cổ đại. Cô đã được phong là một vị thần sau khi qua đời
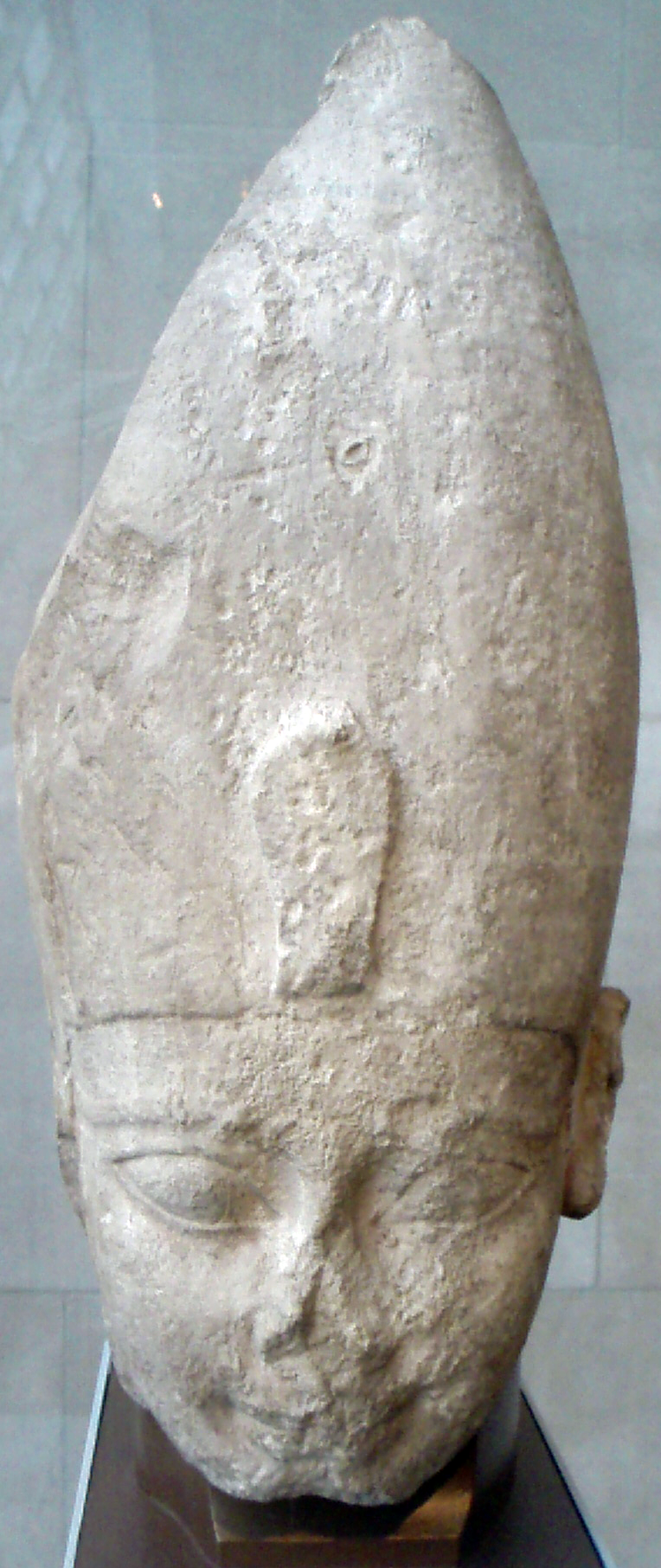
Ahmose I. Ông được cho là người sáng lập ra vương triều thứ 18 và ông là anh trai của Kamose, vị pharaon cuối cùng của vương triều thứ 17. Trong suốt vương triều của ông, ông trục xuất Hyksos từ Hạ Ai Cập và đưa đến khu vực đồng bằng sông Nile dưới sự kiểm soát của ông, ông đã thống nhất chính trị Ai Cập một lần nữa.
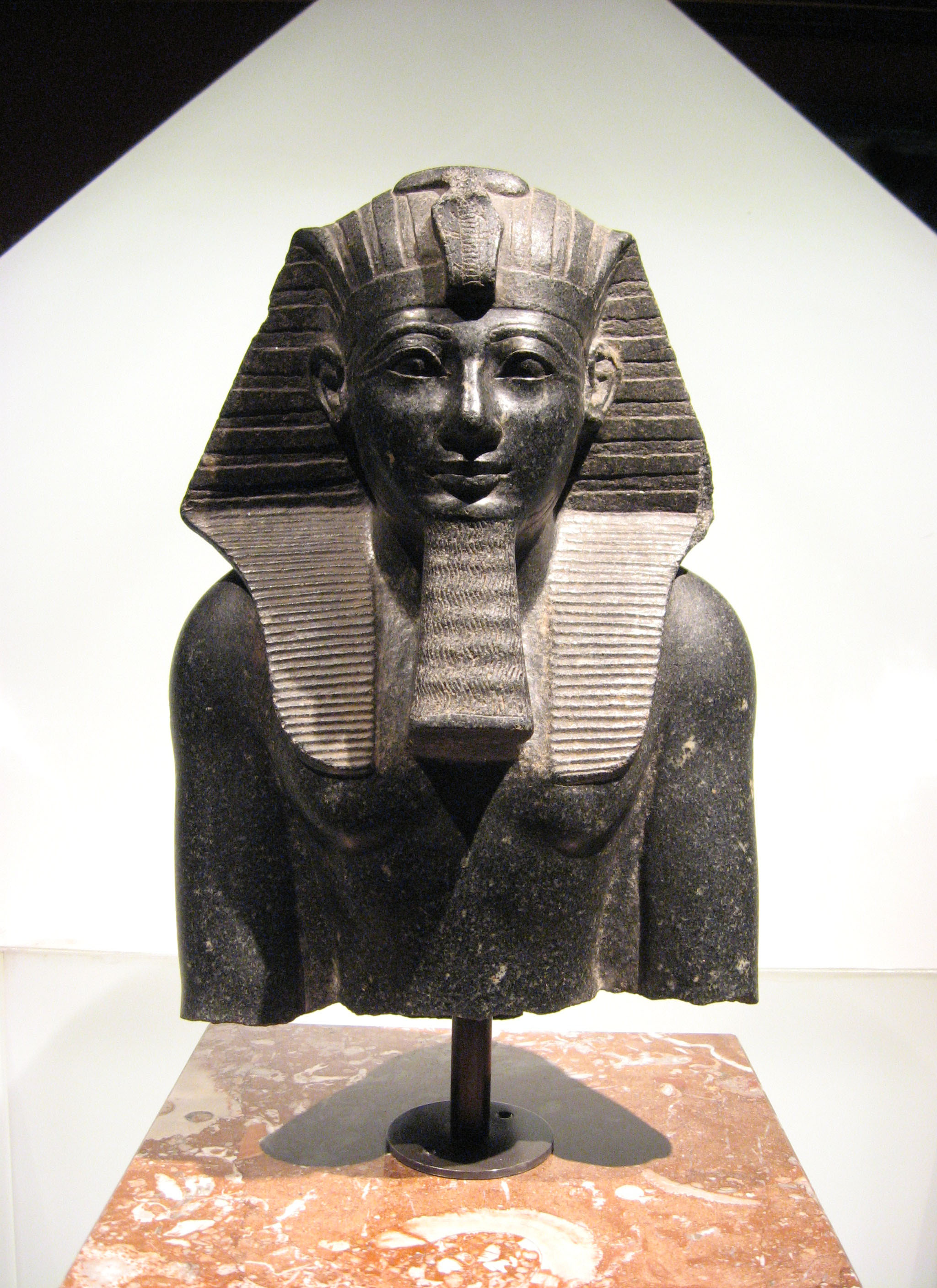
Thutmosis III, một người từng làm trong quân đội và là một thành viên của gia đình hoàng gia Thutmosid thường được gọi là "Napoleon của Ai Cập". Cuộc chinh phục Levant của ông đã mang lại một diện tích lãnh thổ rộng lớn và tầm ảnh hưởng của Ai Cập đến mức độ cao nhất từ trước đến giờ.
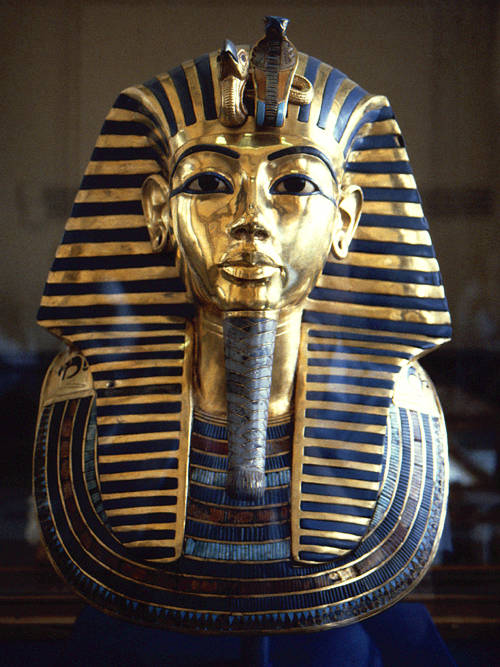
Tutankhamun, trước đây còn được gọi với tên là Tutankhaten, là con trai của Akhenaten. Là một vị pharaon, ông đã sử dụng các chính sách mới để khôi phụclại Vương quốc Ai Cập cổ đại, giúp quay lại tôn giáo cũ và di chuyển thủ đô.
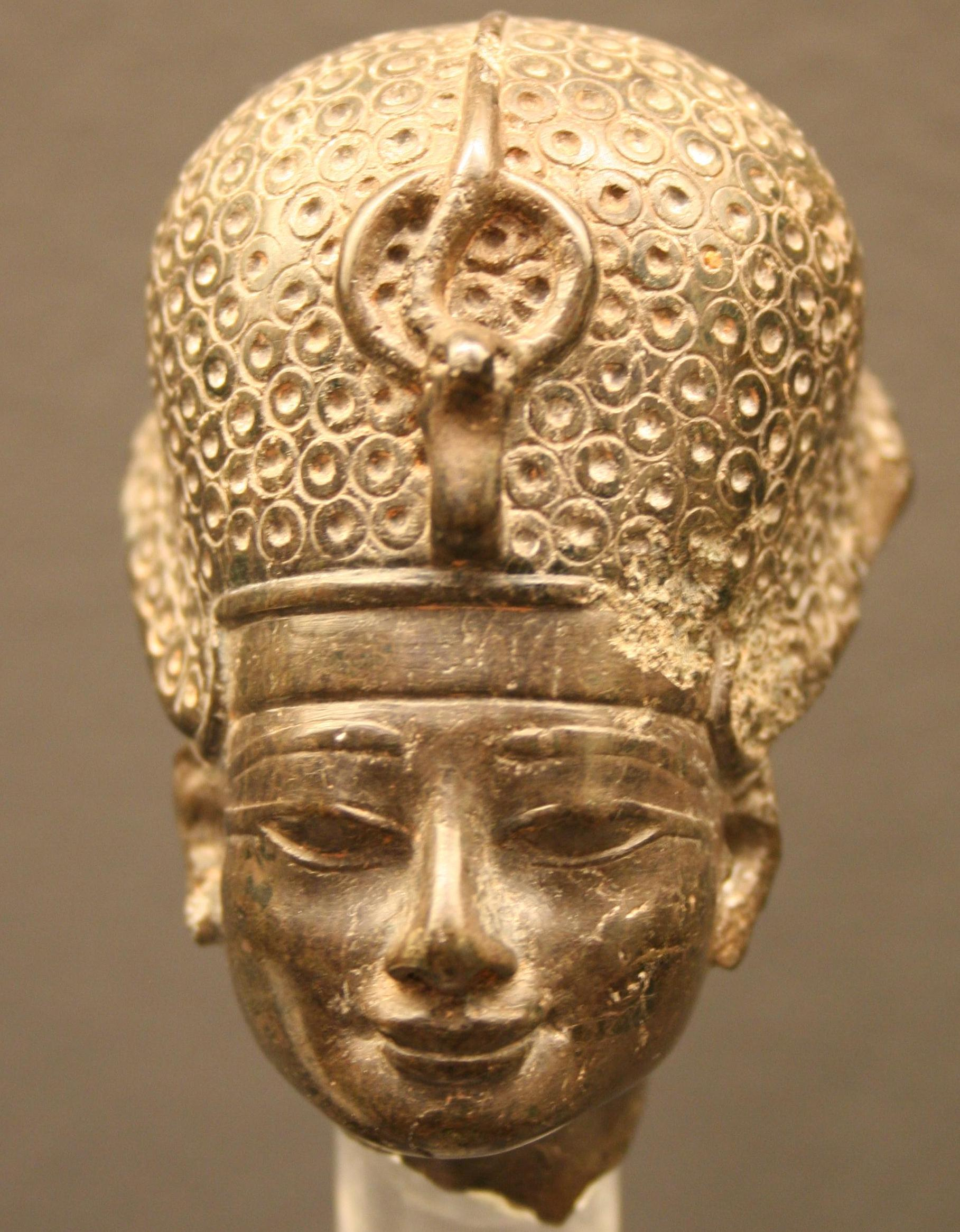
Thutmose IV.
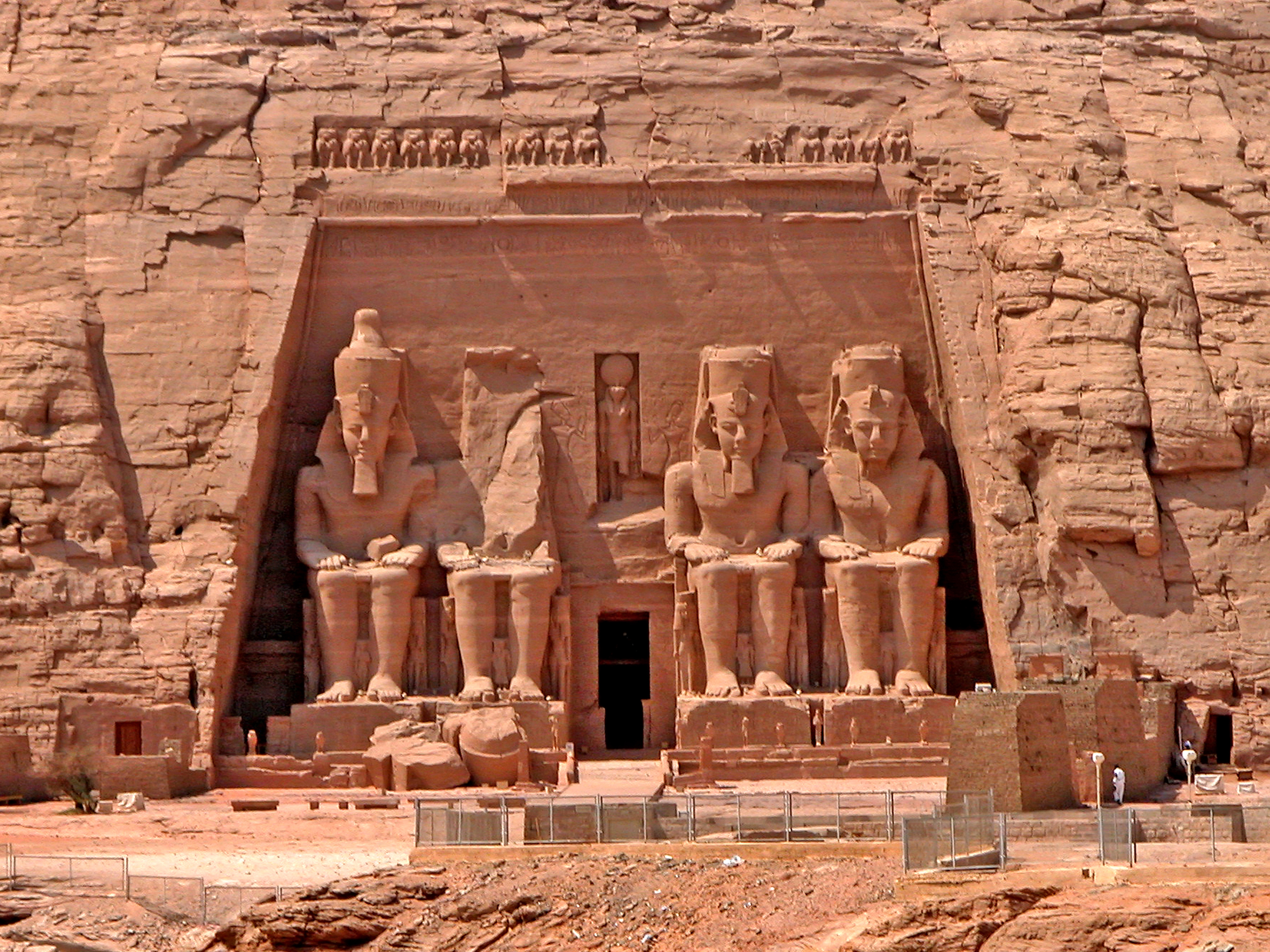
Abu Simbel from Rameses II